# Ernst Raban von Canstein
Freiherr Ernst Raban von Canstein (* 20. März 1840 in Berlin; † 24. Juli 1911 ebenda) war königlich preußischer Landesökonomierat und Präsident der Landwirtschaftskammer der Provinz Brandenburg.

## Leben
Er war der Sohn von Philipp Carl von Canstein und Großvater von Raban von Canstein. 1870 lehrte er an der Landwirtschaftlichen Akademie Eldena.
Ernst Raban heiratete am 15. Juli 1864 in Weitenhagen Elise Luise Albertine Karoline von Dewitz gen. von Krebs (* 17. Dezember 1840 in Weitenhagen, † 29. November 1905 in Berlin) und hatte mit ihr folgende Kinder:
- Marie-Elise (* 1868) ⚭ 1900 Bruno Negenborn
- Karl-Hildebrand (1872–1917) ⚭ 1904 Marie von Spalding (* 1879)
- Herbold (1875–1921) ⚭ 1915 Natalie von der Malsburg (* 1873)[2].

## Werke (Auswahl)
- Canstein: Ueber das Thränen oder Bluten der Weinstöcke im Frühjahr, Heidelberg (Winter) 1874.
- Canstein/Neumann: Beobachtungen über das Wachsthum der Kartoffelpflanze, insbesondere ihre allmälige Zunahme an Trockensubstanz, in: Landwirtschaftliche Jahrbücher, Band 5, Berlin (Wiegandt, Hempel&Parey) 1876.
- Canstein: Uebersicht über die wichtigsten Arbeiten aus dem Gebiet der Lanswirthschaftlichen und verwandten Literatur pro I. Semester 1877, in: Beiträge zur landwirthschaftlichen Statistik von Preußen für das Jahr 1876, Berlin (Wiegandt, Hempel&Parey) 1878.
- Canstein/Thieme: Anleitung zum Taxieren von Hagelschäden für den praktischen Landwirth, Berlin (Kühn) 1884.
- Canstein u. a. (Hg.): Der zweite Rundgang der landwirtschaftlichen Wanderausstellungen in Deutschland 1899-1910, Berlin (DLG) 1910.